# 四一式36公分艦炮
四一式36公分艦砲（日语：45口径四一式36cm砲）是英國維克斯所研製的戰艦艦砲，最早裝備在日本帝國海軍向英國下訂的金剛號戰艦上，之後日本再根據維克斯提供的圖紙資料將其國產化，並廣泛裝備於國產化的金剛級和日後日本自製的超無畏艦上。

## 簡介
該砲在命名上多有變動。研製期間英國為掩人耳目，對外聲稱該砲為12吋維克斯Mark J，後來才被公布為14吋維克斯Mark A，日本官方稱之為四五口徑四三年毘式35.6公分砲，在完成之時是世界上口徑最大的艦砲，在此之前的無畏艦都僅裝備12吋(30.5cm)砲。
在日本得到維克斯提供的圖紙資料後，該砲也進行國產化，這些國產砲被稱為四五口徑四一式35.6公分砲，擁有與英國所生產的版本很接近的性能。
1917年，日本更改度量衡單位成公制後，四一式被重新更名為四五口徑四一式三十六公分砲，但實際口徑仍維持是原本的35.6cm。

## 使用船艦
- 四五口徑四三年毘式三十六公分砲
  - 金剛號戰艦
  - 比叡號戰艦

- 四五口徑四一式三十六公分砲
  - 榛名號戰艦
  - 霧島號戰艦
  - 扶桑號戰艦
  - 山城號戰艦
  - 伊勢號戰艦
  - 日向號戰艦